# Патінце
Патінце (словац. Patince) — село в Словаччині в Комарнянському окрузі Нітранського краю. Розташоване в південно-західній частині Словаччини, на кордоні з Угорщиною.
Біля села знаходиться крайній південний пункт Словаччини — 47°44′ північної широти, 18°17′ східної довготи.
Вперше згадується у 1260 році.

## Географія
Протікає Патінський канал.

## Населення
| Рік:            | 1994. | 2004.   | 2014.   | 2024.    |
| --------------- | ----- | ------- | ------- | -------- |
| Кількість осіб: | 436   | 450     | 471     | 533      |
| Різниця:        |       | +3,21 % | +4,66 % | +13,16 % |

| Рік:            | 2023. | 2024.   |
| --------------- | ----- | ------- |
| Кількість осіб: | 536   | 533     |
| Різниця:        |       | -0,55 % |

В селі проживає 421 осіб.
Національний склад населення (за даними останнього перепису населення — 2001 року):
- угорці — 91,43 %
- словаки — 7,76 %
- чехи — 0,41 %

Склад населення за приналежністю до релігії станом на 2001 рік:
- римо-католики — 86,12 %,
- протестанти — 1,02 %,
- православні — 0,41 %,
- не вважають себе віруючими або не належать до жодної вищезгаданої церкви: 5,91 %